# Teodora Gheorghiu
Teodora Gheorghiu (* 8. Mai 1978 in Brașov) ist eine rumänische Opernsängerin (lyrischer Koloratursopran).

## Leben
Teodora Gheorghiu begann ihre musikalische Ausbildung zunächst auf dem Instrument Querflöte. Ihre spätere Gesangsausbildung absolvierte sie bei Niculina Mirea und Gheorghe Rosu an der Musikakademie Gheorghe Dima in Cluj-Napoca. Weitere Meisterkurse folgten. Nachdem sie in Rumänien bei Gesangswettbewerben mit Preisen für die beste Interpretation ausgezeichnet wurde, erhielt sie Auszeichnungen beim Concours Reine Elisabeth in Brüssel, und den Gesangswettbewerben «Julian Gayarre» in Pamplona und «George Enescu» in Bukarest.
Ihr Operndebüt erfolgte 2003 an der Opera Română in Bukarest mit der Rolle der Königin der Nacht (Die Zauberflöte). 2003 erhielt sie das Stipendium des «Herbert von Karajan Centrums» der Wiener Staatsoper. Im Jahr darauf feierte sie in Wien ihr Staatsoperndebüt.
Für die Spielzeit 2004/2005 ging Teodora Gheorghiu zunächst als Mitglied des Opéra Studio nach Belgien an die Chapelle Musicale Reine Elisabeth, wo sie sich bei Susanna Eken und José van Dam perfektionierte, und wechselte danach für die Spielzeiten 2005–2007 ins Ensemble des Luzerner Theaters.
Von Staatsopernintendant Ioan Holender an das Haus am Ring zurückgeholt, war sie während der Spielzeiten 2007–2010 als festes Ensemblemitglied an der Wiener Staatsoper engagiert. In Wien sang sie unter anderem die folgenden Partien : Adele (Die Fledermaus), die Königin der Nacht (Die Zauberflöte), Nannetta (Falstaff), Fiakermilli (Arabella), Adina (L’elisir d’amore), Elvira (L’italiana in Algeri), Sophie (Werther) und Eudoxie (La juive).
Gleichzeitig festigte sich von Wien aus auch ihre internationale Karriere. Teodora Gheorghiu war Gast am Théâtre La Monnaie in Brüssel, des Luzerner Theaters, der Opéra national de Lorraine in Nancy, des Grand Théâtre de Genève, der Opéra de Lausanne und des Théâtre des Champs-Élysées in Paris, wo sie unter anderem in Rollen wie Rosina (Il barbiere di Siviglia) oder Musetta (La Bohème) zu hören war.
Beim Richard-Strauss-Festival in Garmisch-Partenkirchen sang sie 2009 die Rolle der Italienischen Sängerin (Capriccio). Im Sommer 2011 gab sie eine Konzertreihe beim Festival International d’Opéra Baroque in Beaune. Beim Glyndebourne Festival 2014 sang sie die Partie der Sophie im Rosenkavalier.
Teodora Gheorghiu arbeitete mit den Dirigenten Seiji Ozawa, Franz Welser-Möst, Marco Armiliato, Bertrand de Billy, Peter Schneider, Robin Ticciati, Ádám Fischer und Christophe Rousset zusammen.

## Auszeichnungen und Preise
- 2002 – Sonderpreis und Stipendium „José Carreras“ beim Internationalen Musikwettbewerb „Julian Gayarre“ in Pamplona, Spanien.[4]
- 2003 – 2. Preis beim Internationalen Musikwettbewerb „George Enescu“ in Bukarest, Rumänien.
- 2004 – 4. Preis beim Concours Reine Elisabeth in Brüssel, Belgien.[5]
- 2004 – Stipendium des „Herbert von Karajan Centrums“ der Staatsoper Wien.

## Aufnahmen
- Arias for Anna de Amicis: Arien von W. A. Mozart, C. W. Gluck, G. B. Borghi, N. Jommelli, J. Mylsiveček, J.C. Bach und P. Cafaro. Mitwirkende: Teodora Gheorghiu, Les Talens Lyriques / Christophe Rousset. Erschienen bei Aparté / Harmonia Mundi, 2011.[6]
- Richard Strauss, Der Rosenkavalier, Teodora Gheorghiu als Sophie, Tara Erraught als Octavian, Kate Royal als Marschallin, Lars Woldt als Ochs von Lerchenau. Glyndebourne Festival 2014. London Philharmonic Orchestra, Robin Ticciati. DVD/Blu-ray erscheinen bei Opus Arte, 2015